# Список плазунів Великої Британії
У цьому списку наведені всі види плазунів, які мешкають на території Великої Британії. Перераховано також види, які вважаються мандрівними. Окремо подано види рептилій, що формують герпетофауну трьох коронних володінь (Острів Мен, бейлівіки Джерсі та Гернсі). У цій статті відсутні дані про плазунів заморських територій, Гібралтару та суверенних баз на Кіпрі. Термінологію наведено відповідно до списку плазунів Європи від Європейської герпетологічної спілки (лат. Societas Europaea Herpetologica), або просто SEH. Список сформований на основі даних організації «Amphibian and Reptile Conservation», яка займається вивченням та охороною британських плазунів та земноводних.
Загалом підтверджено існування 11 видів (4 видів змій, 5 видів ящірок та 2 видів черепах), 10 родів, 6 родин та 2 рядів рептилій. З них 6 видів є автохтонними (аборигенними), а 5 видів — інтродуковані, один з них — Trachemys scripta — інвазійний. Ще 5 видів морських черепах (5 родів, 2 родини, 1 ряд) є мандрівними плазунами, на яких можна натрапити в територіальних водах Великої Британії чи на її узбережжі, але яких офіційно не зараховують до локальної герпетофауни. Довгий час вважалося, що країну заселяє підвид вужа звичайного (Natrix natrix helvetica), але 2017 року йому було надано статус виду Natrix helvetica.   
Ареал поширення у кожної рептилії унікальний. Zootoca vivipara, наприклад, трапляється на території всієї країни, зокрема в Північній Ірландії, для неї характерне велике розмаїття оселищ. Coronella austriaca чи Lacerta agilis можна зустріти лише на окремих невеликих природоохоронних територіях з придатними пустищами з високим вмістом піску. Zamenis longissimus представлений лише однією популяцією в Уельсі.  

## Список

### Легенда
Такі теги використані для позначення охоронного статусу кожного виду за оцінками Європейського Червоного списку та МСОП:
| NT | Near Threatened | Близький до загрозливого стану |
| LC | Least Concern   | В найменшій загрозі            |

Для більшості плазунів наведений їхній статус у ЄЧС (виділений жирним шрифтом – LC). Якщо європейський статус відсутній, то наведено глобальний (звичайним шрифтом – LC). Якщо і такий статус відсутній, то в клітинці стоїть прочерк («—»).
Під українською вернакулярною назвою рептилій наведена локальна вернакулярна назва англійською, якщо така існує.

### Підтверджені плазуни
| Українська назва/Локальна нава                              | Біноміальна назва                              | Родина     | Ряд        | Статус ЄЧС/МСОП | Ареал проживання | Зображення | Виноски              |
| ----------------------------------------------------------- | ---------------------------------------------- | ---------- | ---------- | --------------- | --- | ---------- | -------------------- |
| Веретільниця ламка (англ. slow worm)                        | Anguis fragilis (Linnaues, 1758)               | Anguidae   | Squamata   | LC              | Трапляється майже повсюдно в Англії, Шотландії та Уельсі, відсутня в Північній Ірландії та на низці прилеглих до Великої Британії островів (Гебридські, Шетландські, Оркнейські острови). На неї можна натрапити на лісових галявинах, серед чагарників, на пасовищах, у садах, на насипах уздовж залізничних колій.                            |            | [ 6 ] [ 7 ] [ 8 ]    |
| Мідянка звичайна (англ. smooth snake)                       | Coronella austriaca (Laurenti, 1768)           | Colubridae | Squamata   | LC              | Фрагментарно трапляється на півдні Англії (Дорсет, Суррей, Гемпшир, Західний Сассекс) на піщаних пустищах. Більшість цих оселищ сформувалися унаслідок реінтродукції виду до природоохоронних територій. |            | [ 9 ] [ 10 ] [ 11 ]  |
| Полоз ескулапів (англ. Aesculapian snake)                   | Zamenis longissimus (Laurenti, 1768)           | Colubridae | Squamata   | LC              | Невелика колонія, здатна до репродукції, існує поблизу Валійського гірського зоопарку біля Колвін-Бей. |            | [ 12 ] [ 13 ]        |
| Ящірка прудка (англ. sand lizard)                           | Lacerta agilis (Linnaues, 1758)                | Lacertidae | Squamata   | LC              | Рідкісний вид, на якого можна натрапити лише на окремих піщаних пустищах у Сурреї, Дорсеті, Гемпширі та дюнах у Мерсісайді, які охороняються державою. |            | [ 14 ] [ 15 ] [ 16 ] |
| (англ. western green lizard)                                | Lacerta bilineata (Daudin, 1802)               | Lacertidae | Squamata   | LC              | Аборигенний вид Нормандських островів (перебувають під юрисдикцією Великої Британії, але не входять до її складу). Перші спроби інтродукції датуються 1872 роком. Єдина стабільна популяція, здатна до розмноження, знаходиться на порослих скелястих схилах поблизу Борнмуту. Існування популяцій в Ессексі та Девоні потребують підтверджень. |            | [ 17 ] [ 18 ]        |
| Ящірка мурова (англ. wall lizard)                           | Podarcis muralis (Laurenti, 1768)              | Lacertidae | Squamata   | LC              | Існують десятки дрібних популяцій по всій країні, їхня кількість поступово зростає. Надає перевагу чагарниковим місцинам, скелям, кам'яним будівлям. |            | [ 19 ] [ 20 ] [ 21 ] |
| Ящірка живородна (англ. common lizard)                      | Zootoca vivipara (Lichtenstein, 1823)          | Lacertidae | Squamata   | LC              | Трапляється по всій країні, зокрема в Північній Ірландії. Для ящірки характерне велике розмаїття оселищ: пустища, лісові галявини, луки, насипи уздовж залізничних колій, скелі, кам'яні будівлі. |            | [ 22 ] [ 23 ] [ 24 ] |
| (англ. barred grass snake)                                  | Natrix helvetica (Lacépède, 1789)              | Natricidae | Squamata   | —               | Поширений на всій території Англії та Уельсу, у решті частин країни відсутній. Полюбляє вологі місцини, зокрема болотам, озерам, водосховищам. |            | [ 25 ] [ 26 ] [ 27 ] |
| Гадюка звичайна (англ. adder)                               | Vipera berus (Linnaues, 1758)                  | Viperidae  | Squamata   | LC              | Поширена на всій території Великої Британії, відсутня в Ірландії. Досить холодостійка. Віддає перевагу відкритим місцинам, як-от пустища, вересовища, рідколісся, лісові галявини. На неї також можна натрапити серед густішої лісової рослинності. Інколи заповзає до садів та сільськогосподарських угідь.                                    |            | [ 28 ] [ 29 ] [ 30 ] |
| Болотна черепаха європейська (англ. European pond terrapin) | Emys orbicularis (Linnaues, 1758)              | Emydidae   | Testudines | NT              | Була аборигенним видом приблизно 8000 років тому, через зміни клімату зникла з теренів Великої Британії. Перші спроби реінтродукції датуються 1929 роком. Існують розкидані по країні дрібні популяції, найбільші — поблизу Бристоля та в Саффолку. Надає перевагу озерам, ставам, болотам і струмкам.                                          |            | [ 31 ] [ 32 ] [ 33 ] |
| Червоновуха черепаха звичайна (англ. red-eared slider)      | Trachemys scripta (Thunberg in Schoepff, 1792) | Emydidae   | Testudines | NA              | Фрагментарно поширена по всій території країни, зокрема в Північній Ірландії, але переважно у тепліших південних регіонах. Популяції стійкі, але не здатні до розмноження. Оселища ідентичні оселищам E. orbicularis. Інвазійний вид. |            | [ 34 ] [ 35 ] [ 36 ] |

### Галерея карт розповсюдження (автохтонні види)

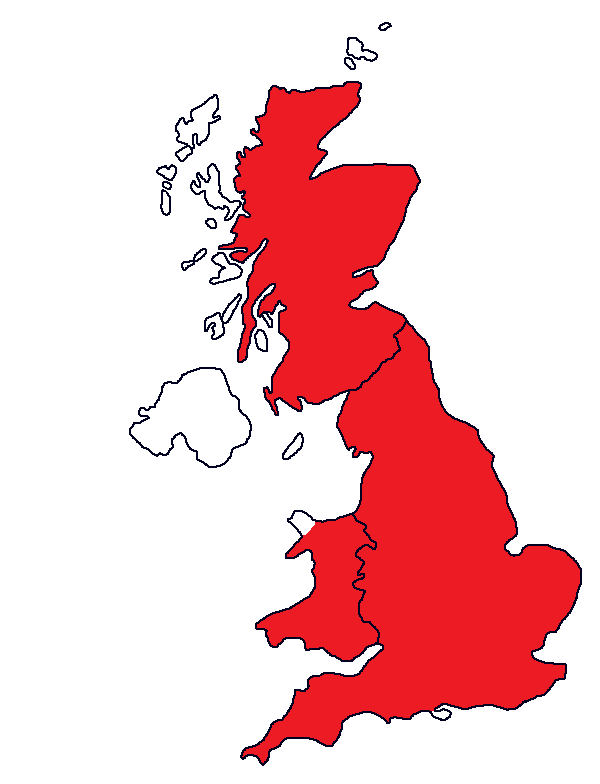
Веретільниця ламка
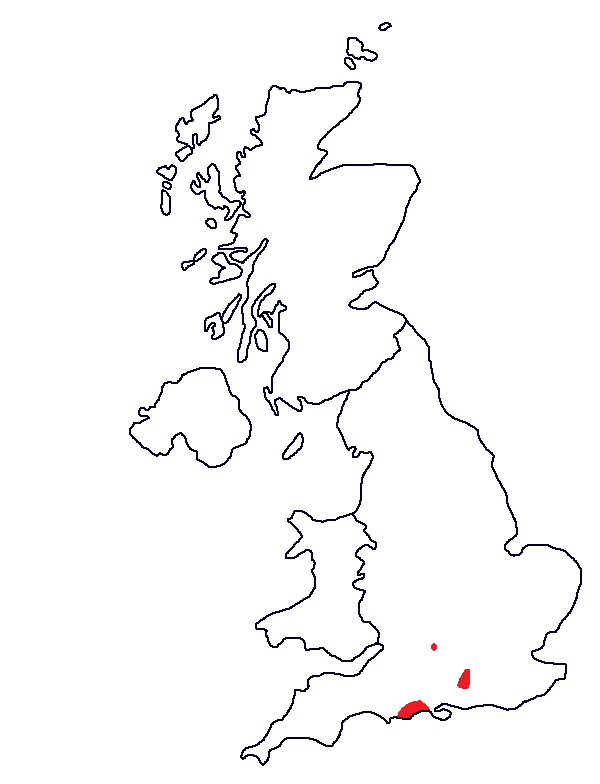
Мідянка звичайна
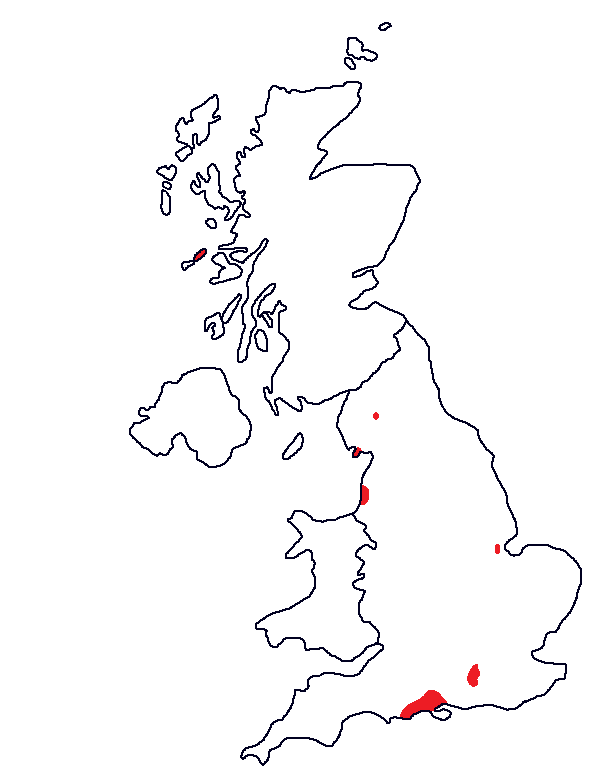
Ящірка прудка
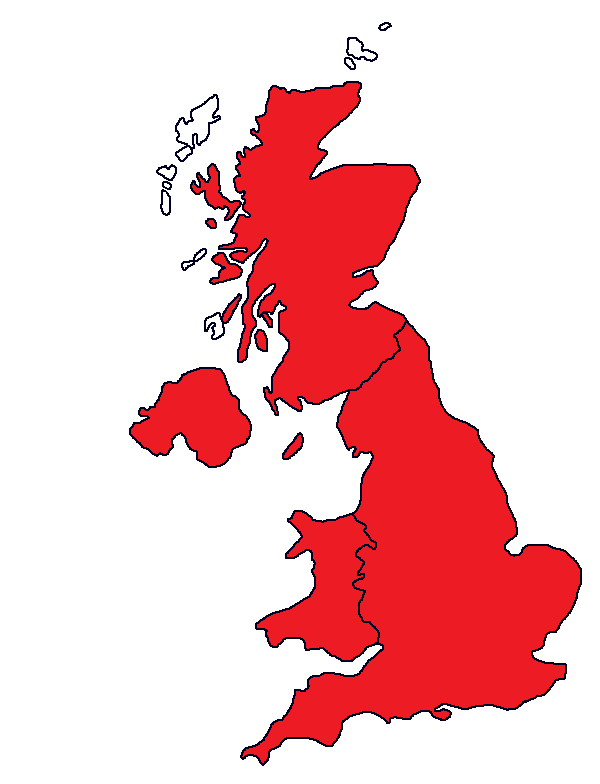
Ящірка живородна
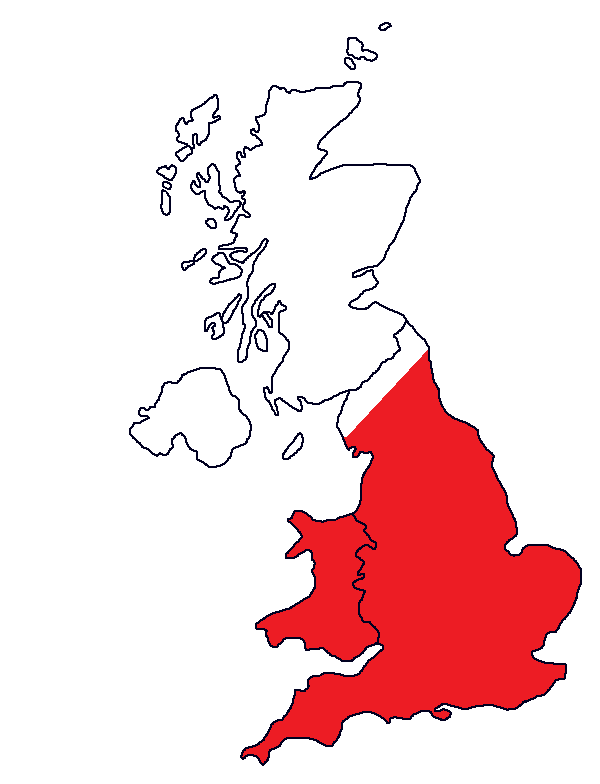
Natrix helvetica
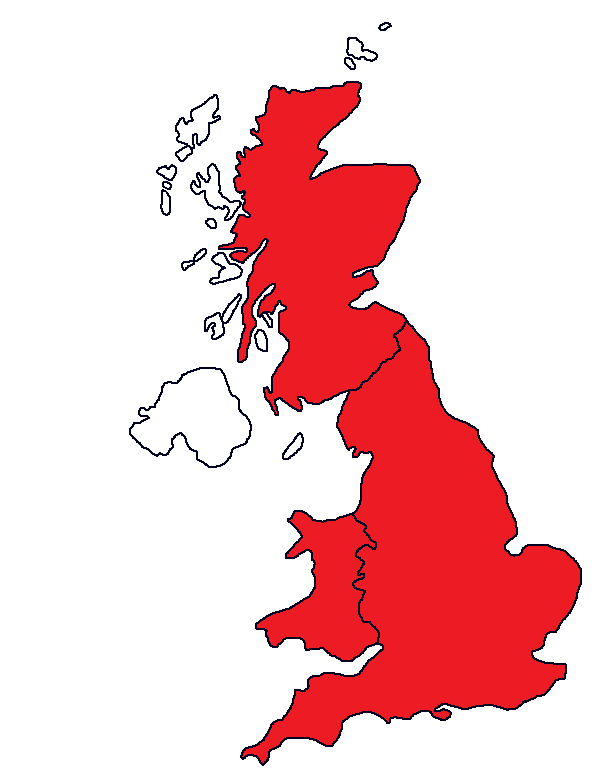
Гадюка звичайна

### Мандрівні плазуни
| Українська назва/Локальна нава                     | Біноміальна назва                         | Родина         | Ряд        | Статус ЄЧС/МСОП | Поширення | Зображення |
| -------------------------------------------------- | ----------------------------------------- | -------------- | ---------- | --------------- | --- | ---------- |
| Каретта звичайна (англ. loggerhead turtle)         | Caretta caretta (Linnaues, 1758)          | Cheloniidae    | Testudines | VU              | Зі семи видів морських черепах, у територіальних водах Великобританії можна зустріти шість. Найбільша кількість задокументованих знахідок стосується D. coriacea, котра комфортно почуває себе у відносно холодних кліматичних умовах. Пік зустрічей припадає на літо та осінь. Решту видів трапляються в водах Великобританії спорадично, здебільшого це молоді особини, які заблукали, або ті, яких на берег занесли морські течії. Знахідки переважно відбуваються на західному узбережжі Великої Британії. Жодну з цих черепах не включають до списків локальної герпетофауни, хоча точаться суперечки щодо внесення до цього переліку D. coriacea. |            |
| Морська черепаха зелена (англ. green turtle)       | Chelonia mydas (Linnaues, 1758)           | Cheloniidae    | Testudines | EN              | Зі семи видів морських черепах, у територіальних водах Великобританії можна зустріти шість. Найбільша кількість задокументованих знахідок стосується D. coriacea, котра комфортно почуває себе у відносно холодних кліматичних умовах. Пік зустрічей припадає на літо та осінь. Решту видів трапляються в водах Великобританії спорадично, здебільшого це молоді особини, які заблукали, або ті, яких на берег занесли морські течії. Знахідки переважно відбуваються на західному узбережжі Великої Британії. Жодну з цих черепах не включають до списків локальної герпетофауни, хоча точаться суперечки щодо внесення до цього переліку D. coriacea. |            |
| Бісса справжня (англ. hawksbill)                   | Eretmochelys imbricata (Linnaues, 1766)   | Cheloniidae    | Testudines | CR              | Зі семи видів морських черепах, у територіальних водах Великобританії можна зустріти шість. Найбільша кількість задокументованих знахідок стосується D. coriacea, котра комфортно почуває себе у відносно холодних кліматичних умовах. Пік зустрічей припадає на літо та осінь. Решту видів трапляються в водах Великобританії спорадично, здебільшого це молоді особини, які заблукали, або ті, яких на берег занесли морські течії. Знахідки переважно відбуваються на західному узбережжі Великої Британії. Жодну з цих черепах не включають до списків локальної герпетофауни, хоча точаться суперечки щодо внесення до цього переліку D. coriacea. |            |
| (англ. Kemp’s ridley)                              | Lepidochelys kempii Garmann, 1880         | Cheloniidae    | Testudines | CR              | Зі семи видів морських черепах, у територіальних водах Великобританії можна зустріти шість. Найбільша кількість задокументованих знахідок стосується D. coriacea, котра комфортно почуває себе у відносно холодних кліматичних умовах. Пік зустрічей припадає на літо та осінь. Решту видів трапляються в водах Великобританії спорадично, здебільшого це молоді особини, які заблукали, або ті, яких на берег занесли морські течії. Знахідки переважно відбуваються на західному узбережжі Великої Британії. Жодну з цих черепах не включають до списків локальної герпетофауни, хоча точаться суперечки щодо внесення до цього переліку D. coriacea. |            |
| (англ. olive ridley turtle)                        | Lepidochelys olivacea (Eschscholtz, 1829) | Cheloniidae    | Testudines | VU              | Зі семи видів морських черепах, у територіальних водах Великобританії можна зустріти шість. Найбільша кількість задокументованих знахідок стосується D. coriacea, котра комфортно почуває себе у відносно холодних кліматичних умовах. Пік зустрічей припадає на літо та осінь. Решту видів трапляються в водах Великобританії спорадично, здебільшого це молоді особини, які заблукали, або ті, яких на берег занесли морські течії. Знахідки переважно відбуваються на західному узбережжі Великої Британії. Жодну з цих черепах не включають до списків локальної герпетофауни, хоча точаться суперечки щодо внесення до цього переліку D. coriacea. |            |
| Шкіряста черепаха єдина (англ. leatherback turtle) | Dermochelys coriacea (Laurenti, 1768)     | Dermochelyidae | Testudines | VU              | Зі семи видів морських черепах, у територіальних водах Великобританії можна зустріти шість. Найбільша кількість задокументованих знахідок стосується D. coriacea, котра комфортно почуває себе у відносно холодних кліматичних умовах. Пік зустрічей припадає на літо та осінь. Решту видів трапляються в водах Великобританії спорадично, здебільшого це молоді особини, які заблукали, або ті, яких на берег занесли морські течії. Знахідки переважно відбуваються на західному узбережжі Великої Британії. Жодну з цих черепах не включають до списків локальної герпетофауни, хоча точаться суперечки щодо внесення до цього переліку D. coriacea. |            |

### Герпетофауна коронних володінь
Коронні володіння (англ. Crown dependencies) — володіння монарха Великої Британії, які не входять до складу Сполученого Королівства, але не є при цьому заморськими територіями. Існують три таких володіння: Острів Мен та бейлівіки Джерсі та Гернсі. Нижче перелік плазунів, які там мешкають.
- Острів Мен:
  - Ящірка живородна (Zootoca vivipara);
  - Шкіряста черепаха єдина (Dermochelys coriacea) — мандрівний вид.
- Бейвлік Гернсі:
  - Веретільниця ламка (Anguis fragilis);
  - Lacerta bilineata — інтродукований вид;
  - Шкіряста черепаха єдина (Dermochelys coriacea) — мандрівний вид.
- Бейвлік Джерсі:
  - Веретільниця ламка (Anguis fragilis);
  - Lacerta bilineata;
  - Natrix helvetica;
  - Ящірка мурова (Poracis muralis) — потенційно інтродукований вид;
  - Червоновуха черепаха звичайна (Trachemys scripta) — інтродукований вид;
  - Шкіряста черепаха єдина (Dermochelys coriacea) — мандрівний вид[48].

Розташування Острова Мен
Джерсі та Гернсі